# Liste der Monuments historiques in Armentières-en-Brie
Die Liste der Monuments historiques in Armentières-en-Brie führt die Monuments historiques in der französischen Gemeinde Armentières-en-Brie auf.

## Liste der Objekte
| Bezeichnung               | Beschreibung                                                | Standort                        | Kennzeichnung | Schutzstatus | Datum | Bild |
| ------------------------- | ----------------------------------------------------------- | ------------------------------- | ------------- | ------------ | ----- | ---- |
| Skulptur Maria am Kreuz   | ehemals Teil einer Kreuzigungsgruppe; Holz, 15. Jahrhundert | in der Kirche St-Germain (Lage) | PM77000017    | Classé       | 1938  |      |
| Skulptur Madonna mit Kind | Stein, farbig gefasst, 16. Jahrhundert                      | in der Kirche St-Germain (Lage) | PM77000018    | Classé       | 1976  |      |
| Monumentalkreuz           | Holz, 16. oder 17. Jahrhundert                              | in der Kirche St-Germain (Lage) | PM77003460    | Inscrit      | 1980  |      |
| Gemälde Jesus am Ölberg   | Öl auf Holz, 16. oder 17. Jahrhundert                       | in der Kirche St-Germain (Lage) | PM77002371    | Inscrit      | 1977  |      |
| Skulptur Saint Germain    | Stein, farbig gefasst, 16. Jahrhundert                      | in der Kirche St-Germain (Lage) | PM77002311    | Inscrit      | 1977  |      |
| Gemälde Heiliger Rochus   | Öl auf Holz, 17. Jahrhundert                                | in der Kirche St-Germain (Lage) | PM77002372    | Inscrit      | 1977  |      |